# Matthew Coronato
Matthew Coronato (né le 14 novembre 2002 à Huntington dans l'État de New York aux États-Unis) est un joueur professionnel américain de hockey sur glace. Il évolue à la position d'ailier droit.

## Biographie

### Jeunesse
Coronato commence sa carrière dans le hockey junior avec les Stars de Long Island lors du Tournoi international de hockey pee-wee de Québec en 2014-2015. L'année suivante, il remporte le championnat des moins de 14 ans de l'Atlantic Youth Hockey League avec les Colonials du New Jersey. En 2017-2018, il joue pour les Gulls de Long Island U16 et l'année d'après avec les Bulldogs junior de Yale.
De 2019 à 2021, il évolue dans le championnat de la United States Hockey League avec le Steel de Chicago. À sa première saison, il est nommé dans l'équipe d'étoiles des recrues et pour sa deuxième saison il est le meilleur buteur du championnat et remporte le titre de meilleur attaquant de la ligue. Le Steel est sacré champion et remporte la Coupe Clark.
En prévision du repêchage de 2021, la centrale de recrutement de la LNH le classe au neuvième rang des espoirs nord-américains chez les patineurs. Il est finalement sélectionné au 13e rang par les Flames de Calgary.
En 2020-2021, il commence son parcours universitaire et joue dans le championnat de NCAA avec le Crimson d'Harvard.

### En équipe nationale
Coronato représente les États-Unis au niveau international. Lors du Championnat du monde junior en 2021, il dispute un match avant que le tournoi ne soit annulé .

## Statistiques

### En club
| Saison     | Équipe                         | Ligue                     |    | Saison régulière | Saison régulière | Saison régulière | Saison régulière | Saison régulière |   | Séries éliminatoires | Séries éliminatoires | Séries éliminatoires | Séries éliminatoires | Séries éliminatoires |
| Saison     | Équipe                         | Ligue                     | PJ | B                | A                | Pts              | Pun              | PJ               | B | A                    | Pts                  | Pun                  |                      |                      |
| 2014-2015  | Stars de Long Island           | Tournoi pee-wee de Québec | 3  | 0                | 2                | 2                | 2                |                  |   |                      |                      |                      |                      |                      |
| 2015-2016  | Sélection O U14 de la Côte Est | WSI U14                   | 6  | 1                | 4                | 5                | 2                |                  |   |                      |                      |                      |                      |                      |
| 2016-2017  | Colonials du New Jersey        | AYHL U14                  | 21 | 18               | 29               | 47               | 2                | 6                | 2 | 4                    | 6                    | 0                    |                      |                      |
| 2016-2017  | Sélection O U15 de la Côte Est | WSI U15                   | 7  | 0                | 1                | 1                | 0                |                  |   |                      |                      |                      |                      |                      |
| 2017-2018  | Gulls de Long Island U16       | AYHL U16                  | 22 | 19               | 24               | 43               | 6                |                  |   |                      |                      |                      |                      |                      |
| 2017-2018  | Elite Hockey Group             | Coupe de la LHO           | 4  | 2                | 3                | 5                | 2                |                  |   |                      |                      |                      |                      |                      |
| 2018-2019  | École de Salisbury             | USHS-Prep                 | 30 | 15               | 17               | 32               | -                |                  |   |                      |                      |                      |                      |                      |
| 2018-2019  | Bulldogs junior de Yale U16    | BEAST U16                 | 8  | 4                | 4                | 8                | 4                |                  |   |                      |                      |                      |                      |                      |
| 2018-2019  | Team Kelly                     | Sélection USA U16         | 4  | 2                | 3                | 5                | 0                |                  |   |                      |                      |                      |                      |                      |
| 2019-2020  | Steel de Chicago               | USHL                      | 45 | 18               | 22               | 40               | 69               |                  |   |                      |                      |                      |                      |                      |
| 2019-2020  | Team Royal                     | Sélection USA U17         | 5  | 3                | 2                | 5                | 0                |                  |   |                      |                      |                      |                      |                      |
| 2020-2021  | Steel de Chicago               | USHL                      | 51 | 48               | 37               | 85               | 57               | 8                | 9 | 4                    | 13                   | 4                    |                      |                      |
| 2021-2022  | Crimson d'Harvard              | NCAA                      | 34 | 18               | 18               | 36               | 14               | -                | - | -                    | -                    | -                    |                      |                      |
| 2022-2023  | Crimson d'Harvard              | NCAA                      | 34 | 20               | 16               | 36               | 14               | -                | - | -                    | -                    | -                    |                      |                      |
| 2022-2023  | Flames de Calgary              | LNH                       | 1  | 0                | 0                | 0                | 2                | -                | - | -                    | -                    | -                    |                      |                      |
| 2023-2024  | Flames de Calgary              | LNH                       | 34 | 3                | 6                | 9                | 4                | -                | - | -                    | -                    | -                    |                      |                      |
| 2023-2024  | Wranglers de Calgary           | LAH                       | 41 | 15               | 27               | 42               | 19               | 6                | 1 | 5                    | 6                    | 0                    |                      |                      |
| Totaux LNH | Totaux LNH                     | Totaux LNH                | 35 | 3                | 6                | 9                | 6                | -                | - | -                    | -                    | -                    |                      |                      |

### En équipe nationale
| Année | Équipe              | Compétition                 |    | PJ | B | A | Pts | Pun | +/-                     |  | Résultat |
| 2021  | États-Unis - 20 ans | Championnat du monde junior | 1  | 0  | 1 | 1 | 0   | 0   | Compétition interrompue |  |          |
| 2022  | États-Unis - 20 ans | Championnat du monde junior | 5  | 4  | 3 | 7 | 0   | +4  | Cinquième place         |  |          |
| 2023  | États-Unis          | Championnat du monde        | 10 | 3  | 5 | 8 | 2   | +5  | Quatrième place         |  |          |

## Trophées et honneurs

### Trophées juniors
- 2016-2017 :
  - Joueur ayant le plus d'aides (29) de la AYHL U14
  - Champion de la AYHL U14, avec les Colonials du New Jersey

- 2019-2020 :
  - Sélectionné dans l'équipe d'étoiles des recrues de l'USHL

- 2020-2021 :
  - Joueur ayant le plus de buts (48) de l'USHL
  - Joueur affichant le meilleur +/- (37) de l'USHL
  - Nommé attaquant de l'année de l'USHL
  - Sélectionné dans la première équipe d'étoiles de l'USHL
  - Champion de la saison régulière de l'USHL avec le Steel de Chicago
  - Champion de la conférence Est de l'USHL avec le Steel de Chicago
  - Remporte la Coupe Clark avec le Steel de Chicago en tant que vainqueurs des séries éliminatoires de l'USHL